# Eric Crozier
Eric Crozier OBE (Londres, 14 de novembre de 1914 - Granville, França, 7 de setembre de 1994) fou un director teatral anglès i llibretista d'òpera, molt de temps associat amb Benjamin Britten.
Crozier va néixer a Londres, i després d'un aprenentatge a l'Old Vic Theatre, va unir el Sadlers Wells Opera Company de Londres durant la Segona Guerra Mundial, i va dirigir la primera òpera de Britten, Peter Grimes, a Sadler Wells el 1945. Va fundar l'English Opera Group el 1947, i cofundar (amb Britten) l'Aldeburgh Festival el 1948. Va dirigir la seva segona muller, Nancy Evans, en l'estrena del 1946 de l'òpera The Rape of Lucretia de Britten a Glyndebourne, i més tard va succeir a Peter Pears com a director de l'Aldeburgh Festival.
El primer llibret d'òpera d'Eric Crozier per a Britten fou Albert Herring (1947), i més tard va escriure i dirigir moltes altres òperes de Britten. El arxius de Crozier i Nancy Evans es conserven a Aldeburgh. Va morir a Granville, França.